# Da bambino mi hanno detto
Da bambino mi hanno detto è un album di Ninni Carucci pubblicato dall'etichetta discografica Ultima Spiaggia nel 1975.

## Tracce
Lato A
1. Come due randagi
2. In cantina
3. Quanto tempo è passato
4. Questa sera non ho voglia

Lato B
1. L'aggressività
2. Art. 587 C.P.
3. Confetti
4. Sapone

## Formazione
- Ninni Carucci – voce, tastiera
- Claudio Dentes – chitarra
- Gigi Cappellotto – basso
- Tullio De Piscopo – batteria
- Ernesto Massimo Verardi – chitarra
- Victor Bach – tastiera
- Sergio Farina – chitarra
- Gianni Zilioli – vibrafono, xilofono
- Hugo Heredia – sassofono tenore, flauto
- Sergio Rigon – sassofono baritono, flauto
- Bruno De Filippi – armonica
- Gianfranco Manfredi, Mara Marzarotto, Paolo Bocchi, Sergio Paton – cori